# Diamesa serratosioi
Diamesa serratosioi är en tvåvingeart som beskrevs av Willassen 1985. Diamesa serratosioi ingår i släktet Diamesa och familjen fjädermyggor. Arten är reproducerande i Sverige. Inga underarter finns listade i Catalogue of Life.